# Cathryn Finlayson
Cathryn Finlayson (Palmerston North, 24 de agosto de 1988) es una exjugadora neozelandesa de hockey sobre césped.

## Trayectoria
Finlayson debutó con la selección de Nueva Zelanda en el año 2011. Tuvo su primera participación olímpica en Juegos Olímpicos de Londres 2012. En el torneo llegó hasta las semifinales, pero perdió ante Países Bajos. En el partido por la medalla de bronce cayó ante Reino Unido.